# ドクターマリオ ワールド
『ドクターマリオ ワールド』（Dr. MARIO WORLD）は、任天堂、LINE、NHN Entertainmentが共同開発し、任天堂より2019年7月9日に配信されていたiOS、Android用アクションパズルゲーム。

## 概要
ドクターマリオのスマートフォン版であり、ウイルスとカプセルの色を3つ揃えると消える（従来の作品では4つだった）。
また、ドクター（後述）によって異なるスキルが使える。
定期的なアップデート(2週間に1回水、木か金曜日)により、ステージが追加されていた。
1から31ワールドが存在し、1ヶ月に1つ新ワールド、新ドクター、新サポートキャラクターが追加されていた。
2021年7月18日に任天堂よりサービス終了が告知され同年11月1日15:00（日本時間）をもってサービスが終了した。

## プレイモード
2種類のプレイモードがある。

### ステージモード
ステージをクリアし、ウイルスに侵された世界をきれいにしていくモード。ステージにはいろいろな仕掛けがクリアしていくごとに増えていき、難易度も上がる。

#### カプセル
カプセルは、赤・青・黄色・水色・ピンク色・黄緑色の、2色または1色でできていて、同じ色を3個繋げることによりウイルスやカプセルを消すことができる。ステージモードには使えるカプセル数に限りがあり、これを使い切ってしまうとステージクリア失敗となる。

#### ステージクリア、ステージクリア失敗条件
クリア条件はステージによって異なっており、カプセルを使い切らずにウイルスを全て消すことが条件のステージもあればウイルスは全てを消さずとも、コインを全て獲得すればクリアになるステージもある。
また、失敗条件はカプセルを使い切ってしまう、ウイルスやカプセルなどが一番下に到達する、タイムアップになる（チャレンジステージのみ）ことである。

#### ステージスコア
ステージクリアをするともらえるポイント。スコアが一定数になるとクリアスター（3つまで）を獲得できる。

#### アイテム
ステージ開始前、もしくはステージプレイ中にアイテムを選択できる。種類は合計10種類あり、それぞれ違った効果を発揮する。アイテムはダイヤモンド以外にもイベントやログインボーナス、VSモードの宝箱からでも獲得可能。

##### ステージ開始前に選べるアイテム
- 追加カプセル（ダイヤモンド×10）（チャレンジステージでは使用不可）
  - 使えるカプセル数が5個追加される。
- 追加タイム（ダイヤモンド×10）（チャレンジステージのみ）
  - 制限時間が15秒追加される。
- スキル満タン（ダイヤモンド×10）
  - ドクタースキルが最初から使える。
- レインボーカプセル（ダイヤモンド×5）
  - 最初のカプセル3個がレインボーカプセルになる。
- スコアアップ（コイン×500）
  - ステージクリア時にもらえるスコアがアップする。
- ランダム！（コイン×200）
  - 何の効果が起こるかわからない、運任せのアイテム。

##### ステージ内で使えるアイテム
- ハンマー（ダイヤモンド×8）
  - オブジェクトを一個壊せる。 壊せないブロック等には使えない。
- カプセル色変更（ダイヤモンド×5）
  - 次のカプセル一個の色を変えられる。
- スキル満タン（ダイヤモンド×15）
  - スキルゲージを満タンにする。
- ブーメラン（ダイヤモンド×12）
  - 好きな横一列を消せる。壊せないブロック等は消せない。

#### イベント

##### しんさつイベント
具合が悪くなったキャラクター(NPC)を治療するイベント。ラウンド１から3の合計10ステージをクリアしていく。
ラウンド1では、5つのステージを順にクリアして原因を見つけていく。クリアスターは存在しない。
ラウンド2では、別の5つのステージをクリアしてウイルスを退治する。緑色のクリアスターが獲得できる。クリアすると、キャラクターが元気になる。
ラウンド3では、ラウンド2のすべてのステージを★★★でクリアするのが目標。クリアすると、しんさつイベントの背景と立ち絵が変わる。

##### アカデミー
講師として選ばれた4人のドクターとレクチャー(ステージ)をクリアしていく。
クリアスターの代わりに受講メダルがもらえる。
基礎コース、中級コース、上級コース、限定コースの4つに分かれていて、限定コースでは1レクチャーにつき別の講師2人のみが受講(プレイ)できる。
それぞれのコースごとに5個か7個のレクチャーがある。2020年11月の更新で基礎コースと中級コースのレクチャー数は7個から5個になった。
レクチャー毎にそのレクチャーの講師と同じキャラクターではプレイできない。講師と同じ種類のドクターでもプレイできない。例えばドクターマリオが講師になっているレクチャーは、ドクターマリオやドクターファイアマリオ、ドクターベビィマリオでプレイすることができない。

###### 報酬
アカデミーをクリアしていくとパワーアップやアイテムなどといった報酬がもらえる。
パワーアップの内容はカプセル数追加とスキルゲージが早くたまるようになるものと、スコアアップの3つがある。いずれも24時間効果があり、最新ワールドから3つ前のワールドにのみ適用される。パワーアップ中に同じパワーアップをもらうと効果時間が24時間延長される。
受講メダルを獲得していくと「アカデミーからのごほうび」としてイベント報酬(ハートやアイテム、ドクターメダル、キャラクター、スコアアップのパワーアップなど)がもらえる。
カプセル数追加とスキルゲージが早くたまるようになるパワーアップは、1コースのレクチャーをすべてクリアするともらえる。

##### パタブロックイベント
期間中、未クリアのステージにパタブロックが出現する。
出現しているステージをクリアすると報酬がもらえる。中身はコインやハートなどで、ランダムにもらえる。

##### ブーストチャンス
おたすけアイテム(ステージ開始前に選べるアイテム)が最大3つ、無料で使えるようになる。
クリア済みのステージ、スペシャルステージ、チャレンジステージ、イベントには適用されない。
ステージを連続でクリアするごとに、
- レインボーカプセル
- レインボーカプセル + スキル満タン
- レインボーカプセル + スキル満タン + 追加カプセル

のアイテムが使えるようになる。
ステージをクリアできないとリセットされる。

### VSモード
フレンド（後述）や世界の人とウイルスを送り合って対戦するモード。ドクターによってはウイルスを凍らせたり、泡の中に入れたり、カプセルを回転不可、邪魔な木箱やカラーボックスを送り付ける、ウイルスをレンガに変える、ホコリや雲で隠すスキルもある。

#### VSイベント
「こんしゅうのドクター」に選ばれたドクターが一定期間パワーアップする。パワーアップ内容は防御する確率が上昇したり、スキルレベルが上がったりするものなどがある。

## キャラクター
ドクターとサポートの二種類が存在し、プレイヤーはドクター一人とサポートキャラクターを最大二つ選んでプレイすることができる。
スキルレベルという概念が存在し、最大スキルレベルは5である。スカウト等で同じキャラクターを獲得するとスキルレベルが上がる。
なおノコノコ、テレサ、ゲッソー、ジュゲム、パックンフラワー、リフトン、キングテレサはドクターとサポートの両方が存在する。
| 総獲得数 | スキルレベル |
| -------- | ------------ |
| 1        | 1            |
| 2        | 2            |
| 5        | 3            |
| 14       | 4            |
| 30       | 5            |

### ドクター
ドクターにはいろいろな種類があり、主なタイプは、
- 一定数の列を消す
- ウイルスにある効果（氷状態など）を取り除く
  - 反対に、ウイルスにある効果をつける（VSモードのみ）
- カプセルを増やす
- ウイルスをお助けアイテムに変える

などの種類がある。
レベルを上げるごとにステージモードではスキルゲージのたまる速度が上がり、VSモードではドクターのスキル効果が強化される。
以下に一部のドクターの名前とスキルをステータス記述する。VSモードでのスキルはレベル1でのスキル効果である。
攻撃力は1回の攻撃で何列ウイルスを送れるかで、防御力は攻撃をどれだけ相殺できるかのこと。
最初はドクターマリオしか選択できないが、ステージ3をクリアすることでドクタークッパとドクターピーチ、（バージョン2.0.0以降は）ステージ20をクリアすることでドクターキノピオがアンロックされる。
ドクターマリオ
1番下の横1段を消す。（VSモード共通）
| 能力(VSモード時)        | 強さ |
| ----------------------- | ---- |
| 攻撃力                  | 2    |
| 防御力（攻撃力1の場合） | 30%  |
| 防御力（攻撃力2の場合） | 25%  |
| 防御力（攻撃力3の場合） | 20%  |
| 防御力（攻撃力4の場合） | 15%  |

ドクタークッパ
ランダムに横2列を消す。（VSモード共通）
| 能力（VSモード時）      | 強さ |
| ----------------------- | ---- |
| 攻撃力                  | 4    |
| 防御力（攻撃力1の場合） | 45%  |
| 防御力（攻撃力2の場合） | 40%  |
| 防御力（攻撃力3の場合） | 15%  |
| 防御力（攻撃力4の場合） | 10%  |

ドクターピーチ
ランダムに縦1列を消す。（VSモード共通）
| 能力（VSモード時）      | 強さ |
| ----------------------- | ---- |
| 攻撃力                  | 1    |
| 防御力（攻撃力1の場合） | 60%  |
| 防御力（攻撃力2の場合） | 60%  |
| 防御力（攻撃力3の場合） | 70%  |
| 防御力（攻撃力4の場合） | 75%  |

#### ドクター一覧表
| ドクター名        | ドクター名           | ドクター名             | ドクター名               | ドクター名               |
| ----------------- | -------------------- | ---------------------- | ------------------------ | ------------------------ |
| ドクターマリオ    | ドクターラリー       | ドクターロゼッタ       | ドクターディディーコング | ドクタータワークリボー   |
| ドクタークッパ    | ドクターレミー       | ドクターチコ           | ドクターカメック         | ドクターノコノコ         |
| ドクターピーチ    | ドクタールドウィッグ | ドクターベビィマリオ   | ドクターほねクッパ       | ドクターリフトン         |
| ドクタールイージ  | ドクターモートン     | ドクターベビィルイージ | ドクターファイアマリオ   | ドクターゲッソー         |
| ドクターキノピオ  | ドクターロイ         | ドクターベビィピーチ   | ドクターファイアルイージ | ドクターテレサ           |
| ドクターキノピコ  | ドクターウェンディ   | ドクターベビィデイジー | ドクターファイアピーチ   | ドクターキングテレサ     |
| ドクターヨッシー  | ドクターワリオ       | ドクターベビィロゼッタ | ドクターファイアロゼッタ | ドクターパックンフラワー |
| ドクタークッパJr. | ドクターワルイージ   | ドクターベビィワリオ   | ドクタートッテン         | ドクターボスパックン     |
| ドクターイギー    | ドクターデイジー     | ドクタードンキーコング | ドクタージュゲム         | 8-Bit ドクターマリオ     |

### サポート
サポートにはいろいろな種類があり、主なタイプは、
- スキルゲージが貯まりやすくなる
- 特定の色のウイルスを消したときにスコアがアップする

などがある。
スキルレベルが上がるごとにスキル効果が強化される。
ステージ5をクリアすることでクリボーを獲得できる。

#### サポート一覧表
| キャラクター名 | キャラクター名   | キャラクター名 | キャラクター名 | キャラクター名   | キャラクター名   | キャラクター名 | キャラクター名   |
| -------------- | ---------------- | -------------- | -------------- | ---------------- | ---------------- | -------------- | ---------------- |
| クリボー       | カニボー         | テレン         | パタメット     | メガブロス       | プロペラヘイホー | ハナチャン     | ウニラ           |
| ノコノコ       | トゲゾー         | チュウチュウ   | クロスケ―      | メカクッパ       | キングテレサ     | ペンギン       | きいろヘイホー   |
| テレサ         | パックンフラワー | K.K.           | メット         | チョロプー       | 星ウサギ         | カロン         | ホージロー       |
| ヘイホー       | サンボ           | フグマンネン   | ビリキュー     | ドッスン         | ハニークイーン   | アリへい       | フィッシュボーン |
| ボムへい       | ガボン           | ハンマーブロス | ブンブン       | チョロボン       | タコボー         | ホネメット     | クラッシャー     |
| ゲッソー       | バサバサ         | トゲプク       | プンプン       | マグナムキラー   | ボムテレサ       | バッタンキング | クリボン         |
| ジュゲム       | キラー           | アコヤガイ     | ボムキング     | ブーメランブロス | ガサゴソ         | ハッチン       | ほねクリボー     |
| プクプク       | パタクリボー     | パタパタ       | リフトン       | ワンワン         | カキボー         | パラボムへい   | ツッコンドル     |

## 受賞
- Google Play Best of Awards 2019 キュート＆カジュアル部門大賞[7]